# (2137) Priscilla
(2137) Priscilla es un asteroide perteneciente al cinturón de asteroides, descubierto el 24 de agosto de 1936 por Karl Wilhelm Reinmuth desde el Observatorio de Heidelberg-Königstuhl, Alemania.

## Designación y nombre
Designado provisionalmente como 1936 QZ. Fue nombrado Priscilla en honor a la astrónoma estadounidense Priscilla Fairfield Bok.